# كوسكي توريومي
كوسكي توريومي (鳥海浩輔 توريومي كوسكي) هو مؤدي أصوات ياباني ولد في 16 مايو 1973 في تشيغاساكي, كاناغاوا.

## أدواره في الأنمي

### مسلسلات أنمي تلفزيونية
- بازيليسك: لفائف نينجا كوغا - كوغا غينّوسكي
- ناروتو - كيبا إينوزوكا
- ناروتو شيبودن - كيبا إينوزوكا
- بوروتو: ناروتو نكست جينيريشنز - كيبا إينوزوكا
- روك لي وأصدقائه النينجا - كيبا إينوزوكا
- أمير التنس - كيوسومي سنغوكو
- أمير التنس الجديد - كيوسومي سنغوكو
- المتحري الشيطاني نيورو نوغامي - جون إيشيغاكي
- داركر ذان بلاك: المقاول الأسود - يوتاكا كونو
- كابتن ماجد: الطريق إلى 2002 - ياسين
- بليتش - زايل أبورو غرانتز
- بامبكين سيزرز - أوريلدو
- روميو x جولييت - كيوريو
- الخادم الأسود - أزورو فانيل
- بلاك بلاد براذرز - زازا
- باندورا هارتس - ريفن/غيلبرت نايتراي
- ون آوتس - نوبوميتسو كيرا
- كوراو فانتوم ميموري - توشيكي إيشيما
- هاكوؤكي - سايتو هاجيمي
- هاكوؤكي: الدم الأزرق - سايتو هاجيمي
- سكرابد برنسس - دينيس
- سيكيري - ناتسوؤو إيتشينوميا
- سيكيري Pure Engagement - ناتسوؤو إيتشينوميا
- حفيد نوراريهيون - كوروتابو
- حفيد نوراريهيون: عاصمة العفاريت - كوروتابو، كوروتابو المزيف
- نادي مضيفي ثانوية أوران - أكيرا كوماتسوزاوا
- توغاينو نو تشي - أكيرا
- إندكس معينة خاصة بالسحر II - سايجي تاتيميا
- ميد ساما! - سوتارو كانو
- دانغانرونبا ذي أنيميشن - كيوتاكا إيشيمارو
- مهما فكرت في الموضوع, إنعدام شهرتي هو خطأكم أنتم! - جون إيشيميني
- كرة سلة كوروكو - كوسكي واكاماتسو
- أمير عالم الشياطين: ديفلز آند رياليست - جيل دو راي
- بلاك بوليت - إين راند
- كنز نانانا ريوغاجو - شو تودوماتسو
- ألدنوا زيرو - سوما ياغاراي
- أص الديناري - كانامي ماناكا
- غوغوري! كوكوري-سان - تينغو
- كروس أنج: رقصة الملاك والتنين - جوليو أسوكا ميسوروغي
- حماس كرة القدم - ساتورو تاناكا
- البدلة المتنقلة جاندام: أيتام الدم الحديدي - نازي توربين
- بوكيمون إكس/واي - سايزو
- فايري تايل - أكنولوغيا
- نادي ثانوية الوسيمين للدفاع عن الأرض LOVE! - أوياجي إيغاراو
- السيطرة على العالم: خطة زفيزدا - ياسو
- أونميوجي نجم التوأم - أراتا إيناناكي
- توكين رانبو: هانامارو - ميكازوكي مونيتشيكا
- كاتسوغيكي: توكين رانبو - ميكازوكي مونيتشيكا
- يواموشي بيدال - شونسكي إيمايزومي
- يواموشي بيدال GRANDE ROAD - شونسكي إيمايزومي
- يواموشي بيدال NEW GENERATION - شونسكي إيمايزومي
- يواموشي بيدال GLORY LINE - شونسكي إيمايزومي
- معركة الأبراج - الأخ تاتسومي الأصغر
- فيت/إكسترا Last Encore - آرتشر
- بلاك كلوفر - نوزيل سيلفا
- فرسان سيدونيا - كويتشي تسوروؤتشي
- فرسان سيدونيا: معركة الكوكب التاسع - كويتشي تسوروؤتشي
- هاكيو هوشين إنغي - شينكوهيو
- بوبتيبيبيك - بيبيمي (الحلقة 7B)
- مغامرة جوجو الغريبة: الرياح الذهبية - غويدو ميستا
- ملحمة تانيا الآثمة - رجل الأعمال
- هاي سكور غيرل - ناش-سان
- نهضة بطل الدرع - بطل الدرع في الماضي
- بونغو ستراي دوغز - إيفان جي
- ديابوليك لافرز - شو ساكاماكي
- ديابوليك لافرز MORE BLOOD - شو ساكاماكي

### أنمي الإنترنت
- سيلور مون كريستال - نيفرايت

### أفلام أنمي
- فيلم ناروتو شيبودن: إرادة النار - كيبا إينوزوكا
- سلسلة أفلام بريك بليد
  - بريك بليد: الفصل الثالث «جرح سيف القاتل» - جيرغ
  - بريك بليد: الفصل الرابع «أرض الكارثة» - جيرغ
  - بريك بليد: الفصل الخامس «أفق الموت» - جيرغ
  - بريك بليد: الفصل السادس «حصن الحزن» - جيرغ
- تيلز أوف فيسبيريا: ذا فرست سترايك - يوري لويل
- سلسلة أفلام توا نو كوؤن
  - توا نو كوؤن: الفصل الأول «البتلة الرغوية» - إبسيلون/شون كازامي
  - توا نو كوؤن: الفصل الثاني «رقصة الفوضى» - إبسيلون/شون كازامي
  - توا نو كوؤن: الفصل الثالث «عقوبة الأوهام» - إبسيلون/شون كازامي
  - توا نو كوؤن: الفصل الرابع «القلق القرمزي» - إبسيلون/شون كازامي
  - توا نو كوؤن: الفصل الخامس «عودة القاهر» - إبسيلون/شون كازامي
  - توا نو كوؤن: الفصل السادس «الأبد الأبدي» - إبسيلون/شون كازامي
- سلسلة أفلام كود غياس: أكيتو المنفي
  - كود غياس: أكيتو المنفي: الفصل الأول «وصول التنين» - بيير أنو
- سلسلة أفلام بيرسونا 3 ذا موفي
  - بيرسونا 3 ذا موفي: #1 Spring of Birth - جونبي إيوري
- فيلم يواموشي بيدال - شونسكي إيمايزومي
- يواموشي بيدال SPARE BIKE - شونسكي إيمايزومي

## أدواره في ألعاب الفيديو
- تيلز أوف فيسبيريا - يوري لويل
- تيلز أوف فرسس - يوري لويل
- تيلز أوف ذا وورلد: ريف يونايتيا - يوري لويل
- بيرسونا 3 - جونبي إيوري
- بيرسونا 3 فيس - جونبي إيوري
- بيرسونا 3 بورتبل - جونبي إيوري
- بيرسونا 4 أرينا ألتيماكس - جونبي إيوري
- بيرسونا Q شادو أوف ذا لابيرينث - جونبي إيوري
- بيرسونا 3 دانسينغ إن مونلايت - جونبي إيوري
- ألتيميت مارفل فرسس كابكوم 3 - فينيكس رايت
- دانغانرونبا: تريغر هابي هافوك - كيوتاكا إيشيمارو
- ناروتو: باورفل شيبودن - كيبا إينوزوكا
- ناروتو شيبودن: ألتيميت نينجا ستورم ريفولوشن - كيبا إينوزوكا
- ناروتو شيبودن: ألتيميت نينجا ستورم 4 - كيبا إينوزوكا
- ستريت فايتر V - تشارلي ناش
- فيت/إكسترا - آرتشر
- أندر نايت إن-بيرث - غوردو
- بليزبلو كروس تاغ باتل - غوردو
- ميجا مان 11 - أسيد مان
- كود فاين - ياكومو شينونومي
- ديابوليك لافرز - شو ساكاماكي
- ديابوليك لافرز MORE BLOOD - شو ساكاماكي
- ديابوليك لافرز VANDEAD CARNIVAL - شو ساكاماكي
- ديابوليك لافرز DARK FATE - شو ساكاماكي
- ديابوليك لافرز LUNATIC PARADE - شو ساكاماكي
- ديابوليك لافرز LOST EDEN - شو ساكاماكي
- ديابوليك لافرز CHAOS LINEAGE - شو ساكاماكي
- جينشين امباكت GENSHIN IMPACT - كايا ألبريش

## أدواره في الدبلجة اليابانية
- آخر ملوك اسكتلندا - نيكولاي كاريجان
- ثندربولت فانتسي - لين شوي يا
- ثندربولت فانتسي 2 - لين شوي يا
- ثندربولت فانتسي: سيف الحياة والموت - لين شوي يا

## وصلات خارجية
- كوسكي توريومي على موقع IMDb (الإنجليزية)
- كوسكي توريومي على موقع ميوزك برينز (الإنجليزية)
- كوسكي توريومي على موقع قاعدة بيانات الفيلم (الإنجليزية)
- كوسكي توريومي على موقع ANN person (الإنجليزية)